# Gaunt Rocks
Die Gaunt Rocks (von englisch gaunt ‚karg, öde, schauerlich‘) sind eine kleine Gruppe von Klippenfelsen vor der Graham-Küste des Grahamlands auf der Antarktischen Halbinsel. Im Wilhelm-Archipel liegen sie 3 km westlich der Barros Rocks.
Sie wurde grob von Teilnehmern der British Graham Land Expedition (1934–1937) unter der Leitung des australischen Polarforschers John Rymill kartiert. Eine detailreichere Kartierung nahm der Falkland Islands Dependencies Survey anhand von Luftaufnahmen der Hunting Aerosurveys Ltd. zwischen 1956 und 1957 vor. Das UK Antarctic Place-Names Committee benannte sie 1959 deskriptiv nach ihrem trostlosen und abweisenden Aussehen.